# テトリス ザ・グランドマスター3 -Terror Instinct-
『テトリス ザ・グランドマスター3 -Terror Instinct-』 (テトリス ザ・グランドマスター3 テラー・インスティンクト) は、アリカが開発しタイトーより2005年に発売されたアーケードゲーム。通称はサブタイトルの「Terror Instinct」の頭文字を取って『TI』（ティーアイ）、または「THE GRAND MASTER 3」の頭文字から『TGM3』。

## 概要
基本的なシステムはテトリス ザ・グランドマスター同様、ブロックを消し続けて各モードに定められたレベルに到達するのが目的。
前作『テトリス ジ・アブソリュート ザ・グランドマスター2 PLUS』（通称TAP）からの主な変更点として、筐体ごとにプレイヤーデータを登録することが可能となった。
ルール面では、2002年版テトリスガイドラインの規定によりブロックを一時的に保存する「ホールド」要素が追加され、NEXTブロックの表示が従来の1つまでから3つに拡張された。また、ガイドラインに準拠した仕様に近づける「ワールドルール」が追加された（アーケードで登場したテトリスにおいて、唯一ガイドラインに準拠したタイトルでもある）。ワールドルールの詳細についてはゲームシステムを参照。
今までのシリーズと同様、グレードとタイムを競うシステムは変わっていない。

## ゲームシステム
この項目では今回追加された機能について説明している。TGMシリーズの基本となるゲームシステムはテトリス ザ・グランドマスターを参照。

### ホールド
プレイ中、ブロックピースが硬直する前にホールドボタンを押すことにより、ブロックピースを保留する事ができる機能である。ホールド欄に保留されているブロックピースがない場合はホールドの対象となったブロックピースがホールド欄に納められ、次のブロックが出現する。既にホールド欄に保留されているブロックピースがある場合はホールドの対象となったブロックピースと入れ替えられる。ホールドは一度使用すると、交換後に出現したブロックが硬直しない限り使うことができなくなる。

### I.H.S（イニシャル・ホールド・システム）
ホールドを拡張させたシステム。ブロックピースが硬直した後、次のブロックが出現するまでの間にホールドボタンを押しっぱなしにしていると、ホールドに格納されているブロックピースが代わりに出現し、NEXT欄のブロックピースがホールドに入る。

### T-Spin
T（凸）字形のブロックピースを回転させ、隙間にねじ込んで入れるテクニック（通称「回転入れ」）を指す。本作ではT-Spinでラインを消した際にフィールドの下部に「T-SPIN!」のエフェクトが表示されるが、プレイの直接的な評価にはほぼ影響しないとされる。世界基準におけるT-Spinの判定法はおおむね「T字形のブロックピースの斜め四隅にブロックまたは壁が3つあること」とされているが、TIにおける判定法は他のテトリスと大きく異なっており、「T字形のブロックピースが固定される前にした最後の操作が回転であり、かつ1ラインでも消せばT-Spin」とする、独自の判定法を採用している。

### COOL
具体的な条件は明かされていないが、MASTERモードでセクションタイムが短い状態でゲームを進めているか、連続でテトリスやT-SPINを決めると「COOL!!」と表示される。
この内、MASTERモードでのセクションタイムによって出現するものは、テトラミノ落下速度の増加タイミングと段位に直接的に影響する。

### REGRET
- Lvセクションの突破に時間がかかった
- ブロックピースを積んだ際の地形が大きく崩れる

など、プレイヤーに不都合な状態になると「REGRET!!」と表示されることがある。
MASTERやSHIRASEモードでのセクションタイムによって出現した場合は、本来より段位が下がる影響がある。

### トリプル・テトリス時のレベルの上昇
前2作では1ライン（シングル）〜4ライン（テトリス）を消せば、そのライン数の分だけレベルが上がっていたが、今作では3ライン（トリプル）消せばレベルが4つ、・4ライン（テトリス）消せばレベルが6つ上昇するようになった。
これによりライン消去ごとの時間を伸ばすことなく、一気にラインを消すことへの優位性が与えられた。

### プレイヤーデータ
筐体にプレイヤーの名前と4つのボタンで入力する6個のパスワードを設定しておくことにより、個人データの成績を保存（ネームエントリー）することもできるほか、プレイヤーデータを利用している場合でしか発生しないイベント「段位認定」をプレイすることができる。モードセレクト時にプレイヤーデータを読み込むかどうか聞かれるので、プレイヤー読み込みを選択したあと、名前と設定しておいた6個のパスワードを入力することにより個人データを取得することができる。また、プレイヤーデータ登録を行うとゲーム画面に新たに登録ネーム、各モードの個人成績、デコレーションの数が表示される。各モードの個人成績で記録される情報は下記の通り。
- EASY … 1回のプレイで打ち上げた花火の最大数
- SAKURA … 到達ステージの最高数
- MASTER … 段位認定で認定された段位（暫定段位は表示されない）
- SHIRASE … 今までのプレイで到達した最高段位

### ワールドルール
世界基準の規定に基づき搭載された仕様。前作までの仕様は「クラシックルール」として、モード選択前にワールドルール・クラシックルールから選択できる。プレイの成績はルール別に保存される他、一部モードのプレイ時間の条件もルールによって異なる。
（クラシックルールと比較すると）上レバーを入力するとブロックが即接地と同時に硬直（ハードドロップ）するほか、ブロックピースが世界基準で規定された色となり、I型・O型を除いたブロックピースは「下端揃え」の仕様から「回転軸がピース形状の中央に固定された」仕様の回転法則になった。スーパーローテーションによる強力な補正も継承されており、クラシックルールよりもブロックの駆け上がりや隙間のすり抜けなどが行いやすくなっている。
なお、ガイドラインでは接地から硬直するまでの間に、ブロックピースを回転するか１マス移動した時点で硬直までの時間がリセットされ続ける仕様が規定されており、これは本作のワールドルールでも採用されているが、永久パターンを招いて非常に不都合であるため、接地中に移動10回分・回転8回分に制限されている。

この制限は落下の速度が20G未満の状態に限りブロックが非接地時にリセットされるため、I型で着地直前にスーパーローテーションで1ブロック上の空中に押し上げることで半永久的に回転させることもできるが、プレイ時間が15分を越えるとSHIRASEモード並みの速度に加速される（この仕掛けはTGMシリーズ共通）他、EASY以外の全モードで足切りなどの制限時間が存在するなど、過度な時間稼ぎが不利を招く仕様を導入している。
「テトリスワールド」「テトリスDS」など、特に2002年以降に販売されたテトリスは全てこのワールドルールを採用しているため、それらでテトリスに慣れてから本作をはじめて遊んだプレイヤーが違和感を抱きにくい仕様となっている。またスーパーローテーションによる駆け上がりなど配置ミスを起こしにくい・挽回しやすい仕様が多く、初心者に向いたルールとなっている。

### クラシックルールの進化
ワールドルールとの共通性を持たせるよう、クラシックルールにおいても「NEXTブロックの3個表示」「ホールド機能」「T-Spin判定」は共通仕様として導入されている（回転法則の違いなどから、T-Spinの判定方法はガイドラインと異なる）。その他にもI型が一回だけ地形蹴りが可能になり、ワールドルールに近い特性を持つようになったため、右下がり階段では入ったI型が左下がり階段では入らない格差が改善されている。他にも、T型ハマりと呼ばれていた現象も回避可能になるなど、細かい所で改善が図られている。

## ゲームモード
このゲームには4つのゲームモードが収録されており、各モードによって達成条件・ブロックピースの落下速度が違っている。
どのモードも従来のTGMシリーズ同様、ブロックピースの出現数とブロックを消したライン数に応じてレベルが上がり、レベルが下二桁（x99/MASTERモードでの最終レベルのみ998）になるとレベル上昇が止まった事を示すチャイム音が鳴り、ラインを揃えるまで上がらなくなる。
他、一定のレベル数を達成したらエンディングになるシステムもSAKURAモード以外で共通している。

### EASY
ブロックの積み方を誘導するナビゲーションシステムが搭載された、初心者向けに設計されたモードである。ラインを消したりすると花火が上がり、ゲーム終了時にゲーム中に打ち上げた花火の総数が表示される。これがスコアに相当し、プレイヤーデータには打ち上げた花火の数の最高記録が記録される。
このモードはレベルが200に達すると終了となり、ブロックフィールドが消されエンドロールがはじまる。ただし、エンドロール中でも20Gの状態で1度積み上がるまでプレイが継続される。エンドロール中ではスコア対象の花火が打ち上がり続ける他、ブロックを消すことでもさらに花火が打ち上げられ、総数に追加される。
このモードでのブロックフィールドを囲む枠は緑色に変化する。

### SAKURA
アリカが開発したPS用ソフト「テトリス with カードキャプターさくら エターナルハート」のストーリーモードのシステムをベースとしたステージクリア型のゲームモードである。モード名もこの「さくら」から取っている。システムとしてはセガの「フラッシュポイント」に近い。
ステージ数は全20面あり、各ステージのブロックに設置されているプラチナブロック7個を全て消すことによりステージクリアとなるが、ステージが進むにつれ、プラチナブロックの配置が複雑になるとともに、プレイヤーを妨害する仕掛け（ブロックの反転、視認性の低下など）も発動し、難易度が高くなる。一定の条件を満たすことにより全7面のEXステージをプレイすることができる。
各ステージには制限時間が設けられており、制限時間にクリアできなかった場合は強制的に次のステージへ移行する。ステージの制限時間と別にプレイ全体のリミットタイムも設けられており、このリミットタイムがなくなるとゲームオーバーとなる。
リミットタイムはプラチナブロックを1つ消すごとに1秒、ステージを短時間でクリアした場合、5秒～10秒が加算される。また、ステージ中スタートボタンを長押しするとリミットタイムが30秒減る代わりに次のステージに進むことができる。EXステージでは各ステージの制限時間がなくなり、スタートボタン長押しによるステージスキップが出来なくなる。
他のモードと異なりブロックピースの出現順が毎回固定となっており、各ステージ開始前にホールドボタンを押すことでブロックピースを送る事ができる(送られたブロックピースは１個だけホールド欄にストックされる)。隠し要素で他のモードと同じ、ランダムなブロックピースの出現順でプレイすることも可能である。
このモードでのブロックフィールドを囲む枠はピンク色に変化する。

### MASTER
高位の段位認定を目指すこのゲームのメインモード。従来のTGMシリーズ同様、999レベルまでのプレイによって高いグレードを達成する目的は変わっていないが、段位認定試験モードの追加やセクションタイムによってブロックピースの速度が変化するなどの変更点が加えられている。
このモードでは前作より引き続きGRSという段位システムが搭載されており、プレイの成績によってプレイヤーの段位が決まる。
最も低い段位である"9"から"1"まで続き、"1"の上は"S1"となり、これが"S9"まで続く。"S9"の上は"m1"になり"m9"まで続き、"m9"を上回ると"M（Master）"の段位を取得することができる。
さらにMaster以上の段位も存在し、"Master K"、"Master V"、"Master O"、"Master M"に続き、2007年7月28日、"GM（Grand Master）"の存在も確認された。これにより
- "9"・"8"・"7"・"6"・"5"・"4"・"3"・"2"・"1"
- "S1"・"S2"・"S3"・"S4"・"S5"・"S6"・"S7"・"S8"・"S9"
- "m1"・"m2"・"m3"・"m4"・"m5"・"m6"・"m7"・"m8"・"m9"
- "Master"・"Master K"・"Master V"・"Master O"・"Master M"・"Grand Master"

までの33段階の段位が確認されたことになる。
ただし、本作ではプレイ毎に判定される段位はすべて暫定段位として扱われるようになっており、プレイヤーデータを使用し、かつ稀に出現する段位認定試験をクリアすることでのみ、正式な段位として認定される。
このモードでのブロックフィールドを囲む枠の色は青色に変化する。
さらに、MASTERモードには以下のような仕様も実装されている。
足切りタイム段位認定試験でない時、Lv500に到達した時点でプレイ時間が7分を超えているとゲーム終了となる。7分以内にLv500を突破すれば、後半のLv999までをプレイ可能となる。
設定時間はワールド・クラシック両ルールで共通しているが、序盤のうちに上レバーの入力によるハードドロップ/即落下を利用していかないと突破が難しい設定になっている。
テトラミノの落下速度の増加タイミングの変化前作まではブロックピースの速度はLv200で一度減速し、Lv500を超えてはじめて20Gになるよう設定されていたが、本作では好成績でプレイしているとその速度変化のタイミングが短縮されることがある。
本作のMASTERモードには17段階の速度レベルが設定されており、通常はLv100毎に1段階上昇するが、Lv100~199以降のセクションごとに、およそ70レベルを短時間で突破した場合、次のセクションで速度レベルが倍の2段階分上昇する。例えばLv100～170を短時間で通過すると、Lv200からは前作において一旦速度減少が挟まる前作のLv300相当の速度レベルになる。
つまり、レベル上昇が早ければ早いほど20Gに突入するレベルも前倒しされ、本来はLv500のところが最速Lv300で20Gに突入し、さらにブロック固定から出現までの間隔やLv900における接地後の操作時間の短縮もより早い段階で行われ、最終的にはSHIRASEモードのゲーム前半と殆ど変わらない速度に至る。加えて、落下速度ペースが前倒しされるほど最終的な段位も上昇していくようになっている。
段位認定試験プレイヤーデータを読み込んだ後、MASTERモードを選択すると発生することがある。
過去七回のプレイ内容のうちデータの記録段位よりも上の暫定段位を4回以上取得していると、MASTERモードをプレイした際にランダムで出現。
ブロックフィールドを囲んでいる枠が金色に変化し、このプレイでの暫定段位が記録を上回った暫定段位の平均値以上であれば、その段位が正式にプレイヤーデータに記録される。
また、段位認定試験では2人プレイ時に乱入対戦ができなくなると同時に足切りタイムによる強制終了が無効となるため、Lv500を突破する際7分を超えてのプレイも可能となる。
ただし最高段位のGrandMasterは、ランキング画面、または正式に認定段位として記録されていない限り、暫定段位として表示されることのない特別な段位である。さらに「MasterMが認定されている状態でなければGM認定試験が発生しない」「消えロールをクリアしないと、暫定段位を満たすプレイであっても合格にならない」と言う条件がある。
降格試験プレイヤーデータを読み込んだ後、MASTERモードで認定段位よりも8段階以上低い成績を取った場合、その差に応じて非表示の降格ポイントが累積される。これが30ポイント以上になると次プレイで降格が判定される場合がある。
段位認定試験と違い、開始時に試験を開始する旨は明示されないが、強制的に対戦拒否となり、ブロックフィールドを囲む枠がプレイ中に振動するため判別できる。
この時のプレイ成績も現在の認定段位に達していなかった場合、プレイヤーデータに記録されている認定段位が1段階下がってしまう。
BIG BLOCKモードブロックピースが横2倍、縦2倍のサイズになった状態でプレイする、従来作から伝統的に搭載されている隠しコマンドモードの一つ。
本作ではプレイヤーデータを使用しない状態のみ、隠しコマンドを入力する事でプレイする事が可能だが、COOLによる落下加速は行われず、結果的に前作のMASTERモードと同じ速度となる。
従来作の同モードと比べ、ホールドの存在とNEXTブロックが複数表示される関係で難易度が低下している。

### SHIRASE
スタート時から20Gとして始まる超上級者向けのモード。ブロックピースの接着時間（遊び時間）やブロックの消去時に発生するアニメーションの時間など、開始時点ですでに前作TAPのT.A.DEATHモードのゲーム中盤に相当する速度から更に増速され続けるため、クリアまでにかなりの瞬発力を長時間求められる。加えて、このモードはLv500以上で特殊な仕掛けが発動する。
このモードでもMASTER同様GRSが搭載されているが、MASTERモードとは違い段位認定試験は存在せず、プレイ時に出した段位がプレイヤーデータのSHIRASEモード最高段位としてそのまま記録される。さらに段位認定条件がMASTERのものと大きく異なり、"REGRET!"を出さずに突破したセクション数に応じて"段位なし"、"S1"～"S13"となることが確認されている。
このモードでのブロックフィールドを囲む枠の色は赤色に変化する。モード名は本作と同じくアリカが制作した『ストリートファイターEX』シリーズに登場するキャラクターである「ほくと」の幼名の「訃(しらせ)」から取られている。
SHIRASEモードには以下のような仕様が実装されている。
足切りタイムSHIRASEでも足切りが行われ、Lv500に到達した時点でプレイ時間がクラシックルールなら2分28秒以内、ワールドルールなら3分03秒以内でないとゲームが終了する。
加えてこのモードではLv999をクリアしてもエンディングにはならず、クラシックルールなら4分56秒以内、ワールドルールなら6分06秒以内（Lv500継続条件の2倍のタイム）で突破した場合、さらにLv1000～1300レベルまでのプレイが可能となり、それもクリアすることでエンドロールが始まる。
せり上がり（上がるのかよぉ～）
Lv500から999までの間、一定ブロックごとにブロックの段が１段ずつせり上がっていく。100レベル突破毎にせり上がりの間隔もわずかずつ短縮されていく。
前作TAPに搭載されている「TGM+」モードと違い、フィールドの最下段がそのままコピーされた段が追加されるため、ブロックの下に強制的に空洞が現れることはない。
このシステムはLv1000を超えると次の「モノクロテトラミノ」に切り替わる形で停止する。
モノクロテトラミノ（ご先祖様）
Lv1000以降は、降ってくるブロックピースの形がすべて「[ ]」という記号になると同時に、ブロックピースに付けられていた色がクラシックルールなら白色、ワールドルールなら緑色に統一される。初代TGMのMONO BLOCKモードのように、色ではなく音と形でNEXTピースを認識しながら超高速でブロックを積んでいかねばならない。
このブロックは最初に制作されたテトリスのプログラムにおいて、ブロックがコンピュータのテキスト「[ ]」で表現されていたのが元ネタとなっている。
モノクロテトラミノについてアリカホームページのSpecialコンテンツのSHIRASEムービーの説明文では「ご先祖様」と明記されている。

### メダル
前作と同様、MASTER・SHIRASEモードでプレイの内容に応じてメダルが点灯するが、今作では「RO」「RE」のメダルが廃され、以下の4種類になった。
- SKメダル - テトリス（4ラインの消去）の回数が一定数を超えると点灯する。
- STメダル - セクション突破にかかった時間の筐体記録を更新すると金メダル、それより遅れるにしたがって銀→銅が点灯する。
- COメダル - 2ライン以上の連続消しを一定数続けると点灯する。
- ACメダル - 全消しに成功すると点灯する。

### エンドロール
各モード（SAKURA除く）に定められたレベルを突破するとブロックフィールドが一旦消滅し、ブロックフィールド内でスタッフロールが流れる間さらにゲームが続行されるシステム。これは前2作でも搭載されていたが、エンディングで流れるスタッフロールはランダムで並べ替えられており、現在のところ前作より多い4パターンが確認されている。なお、EASYおよびMASTERモードでは、エンドロールの内容も評価に影響する。
基本的にエンドロール中のブロックピースの速度は20G（最高速）で、スタッフロールの最後にアリカのロゴが表示され、エンディング曲が終わって「EXCELLENT」が表示されるまでに一番上まで積み上がっていない状態を保持することではじめてゲームクリアとなり、ランキング記録において燈色のラインが敷かれる。
MASTER/SHIRASEモードでは到達時の速度レベルが反映され、エンドロール中にブロックが積み上がってしまうとゲームオーバーとなり、クリア扱いにはならなくなる（同カンスト）。この場合にランキングに記録された場合、ランキング画面の成績の下部に緑色のラインが敷かれる。
EASYロールEASYモードのエンドロール。落下から接着するまでの遊び時間が長めに設定されていることや、ブロックピースが消えない点を除くとMASTERモードの20G(厳密な速度の仕様は初代TGMでのLv.500以降にほぼ準拠)そのままである。
このエンドロールでは一番上まで積み上がるまでの間、スコアカウントされる花火が打ち上がり続ける。また、ゲームクリア時の花火演出もスコアカウントに含まれる。
見えロールMASTERモードでの通常エンドロール。ブロックピースが硬直した後、一定時間が経つとそのブロックピースが見えなくなる。見えなくなるまでの時間は成績が良いほど短くなる。: エンドロールをクリアしたり、多くのラインを消すと、暫定段位が僅かに上昇することがある。
消えロール（シャドウスタッフロール）MASTERモードにおいて、すべてのセクションをCOOLが出るタイムで通過し、かつ一定以上の暫定段位を保持した状態のエンドロール。移動中のブロックピース以外は完全に見えなくなるためプレイヤーが地形を覚えながら積み上げることが必要になる。
前作の同ロールとは異なり、操作しているミノが接着される瞬間に接着したミノの外側の枠が一瞬表示されるようになっている。
見えロールよりも暫定段位が格段に上昇しやすい。
ビッグロールSHIRASEモードのエンドロール。ブロックピースのサイズが2倍になった(対戦モードアイテムのDEATH BLOCKやMASTERモードの項で触れたBIG BLOCKモードが適用された)状態でエンドロールが始まる。ブロックピース自体が見えなくなることはなく、操作時間も直前よりわずかに緩和されているが、モノクロテトラミノのままで実質的なフィールドが非常に狭いため、一瞬のミスがゲームオーバーに直結する。

## TIでの噂・謎
今回もTAP同様、公式には明かされていない要素がある。国内の有志による解析が実施された後、海外での有志による追試が行われている。
- SHIRASEモードでは「1300を超えるレベル」「S13を超える段位」も存在するような発言が公式でなされたが、有志による解析によってレベル1301以降もS13を超える段位も存在しないことが反証されている。[3]
- MASTERモード・SHIRASEモードの終了時（ゲームオーバーか、完全にクリアしたとき）にプレイデータを示す棒グラフおよび五角形のレーダーチャートが表示されるが、どのような内容かは一切説明されていない。公式サイトにも「自分のプレイの流れがプレイデータとして確認できる」と書いてあるだけで、一体これらのグラフが何の意味を表すかは明記されていない。しかし有志のレーダーチャートの分析により、大体の内容は明らかになっており、それぞれレベル進行速度、ブロックに囲まれた空洞の数と保持期間、縦に長い穴を作った回数、到達Lvが関係しているといわれる。残る左上・青項目の値はランダムな値で決まる説が有力だが、詳細不明。